# Adil Gaziyev
 (avril 2023).
Adil Gaziyev (en azéri : Adil Yusif oğlu Qazıyev), né le 24 mars 1906 à Nakhtchivan et mort le 31 décembre 1972 à Bakou, est un Docteur ès-sciences en histoire de l'art soviétique-azéri, éditeur, traducteur.

## Biographie
Adil Yusif oghlu Qaziyev termine ses études à l'Académie d'art d'État d'Azerbaïdjan en 1925 et, en 1927-1931, il poursuit ses études supérieures à l'Université d'État du textile de Moscou dans la classe de Sergueï Guerassimov et Alexandre Kouprine. En 1936, Adil Gaziyev retourne en Azerbaïdjan après avoir terminé ses études de doctorat dans cette université.

## Parcours professionnel
En 1928-1930 A. Gaziyev devient membre de l'Union des jeunes artistes d'Azerbaïdjan et, à partir de 1930, de l'Union des travailleurs des beaux-arts révolutionnaires d'Azerbaïdjan. L‘artiste-critique d'art Adil Gaziyev est l’auteur du tableau Deux forgerons (1928-1930, Musée national d'art d'Azerbaïdjan), des portraits de l'artiste Bahruz Kangarli (1931) et de l'écrivain Mirza Fatali Akhoundov (1939, Musée de la littérature azerbaïdjanaise Nizami Gandjavi), Paysages de Nakhchivan  (série pastel, 1938, Musée national d'art d'Azerbaïdjan) et le dessinateur du tapis "10 ans de la RSS d’Azerbaïdjan. " (tempera, 1930).
Adil Gaziyev est également l'auteur de livres et d'articles sur l'application décorative et les beaux-arts azerbaïdjanais. En 1932-1941, A. Gaziyev enseigne à la Faculté des études artistiques de l'Université textile d'État de Moscou et en 1941-1945 à l'Académie d'art d'État d'Azerbaïdjan. En 1938, Adil Gaziyev reçoit le diplôme scientifique de candidat en sciences techniques, et depuis 1958, il a le titre honorifique de docteur ès sciences en études artistiques.